# Qamil Grezda
Qamil Grezda (ur. 18 maja 1917 w Djakowicy, zm. 11 kwietnia 1992 w Tiranie) – albański malarz.

## Życiorys
Był synem ilustratora Hysniego Grezdy. Uczył się w szkole średniej w Szkodrze, a jednocześnie uczęszczał na lekcje rysunku do malarza Simona Rroty. W 1934 przeniósł się wraz z rodziną do Tirany, gdzie uczył się w amerykańskiej szkole technicznej Harry'ego Fultza, w Tiranie także kontynuował lekcje rysunku. W 1939 został wysłany do Foggi, gdzie miał podjąć studia ekonomiczne, ale udało mu się wygrać konkurs stypendialny, dzięki czemu mógł podjąć studia w Akademii Sztuk Pięknych w Rzymie. W 1940 przeniósł się na dwa lata do Akademii Florenckiej, gdzie kształcił się pod kierunkiem Felice Careny. Powrócił stamtąd do Rzymu, gdzie obronił pracę dyplomową w roku 1943, w pracowni Carlo Siviero. Po studiach powrócił do Albanii, gdzie w 1945 podjął współpracę z Radiem Tirana. W tym samym roku jego prace zaprezentowano na wystawie dzieł młodych artystów w Tiranie. W 1948 został mianowany na stanowisko dyrektora Muzeum Walki Narodowowyzwoleńczej w Tiranie, równolegle prowadził zajęcia w liceum artystycznym Jordan Misja. W 1985 został uhonorowany Orderem Naima Frasheriego II klasy.

## Twórczość
Po raz pierwszy zaprezentował publicznie swoje obrazy o tematyce historycznej na wystawie w 1937 w Salonikach, został tam wyróżniony złotym medalem. W 1964 w Tiranie zorganizowano pierwszą samodzielną wystawę prac Grezdy (30 płócien). W latach 1981–1992 prace Grezdy eksponowano na trzech wystawach retrospektywnych w Narodowej Galerii Sztuki w Tiranie. Wystawę, na której zaprezentowano 56 obrazów Grezdy zorganizowano w 2017, w stuletnią rocznicę urodzin artysty. Większość prac Grezdy stanowią obrazy o tematyce historycznej (Lidhja e Prizrenit, Gryka e Kaçanikut) i portrety (Isa Boletini, Hasan Prishtina, Bajram Curri). Szczególnie cenione są pejzaże Grezdy, przedstawiające północno-zachodnią część Albanii (Theth, Valbona). Największą kolekcją prac artysty dysponuje Narodowa Galeria Sztuki w Tiranie.